# Icehouse
Icehouse er en popgruppe fra Australien dannet i 1977 i Sydney. Bandet har haft mange forskellige medlemmer, mens eneste faste medlem siden 1977 har været forsangeren Iva Davies.

## Diskografi
- Icehouse (1980) (som Flowers)
- Primitive Man (1982)
- Sidewalk (1984)
- Measure for Measure (1986)
- Man of Colours (1987)
- Code Blue (1990)
- Big Wheel (1993)
- The Berlin Tapes (1995) (som Iva Davies and Icehouse)